# 19 oktober
19 oktober är den 292:a dagen på året i den gregorianska kalendern (293:e under skottår). Det återstår 73 dagar av året.

## Namnsdagar

### I den svenska almanackan
- Nuvarande – Tore och Tor
- Föregående i bokstavsordning
  - Bojan – Namnet infördes på dagens datum 1986, men utgick 1993.
  - Borghild – Namnet infördes på dagens datum 1986, men flyttades 1993 till 28 maj och har funnits där sedan dess.
  - Ptolemeus – Namnet fanns, till minne av en romersk martyr, på dagens datum före 1901, då det utgick.
  - Tor – Namnet infördes 1986 på 5 mars, men flyttades 2001 till dagens datum.
  - Tore – Namnet förekom på 1790-talet på 28 april, men utgick sedan. 1901 infördes det på dagens datum och har funnits där sedan dess.
  - Torleif – Namnet infördes 1986 på 26 november, men flyttades 1993 till dagens datum och 2001 till 9 mars.
- Föregående i kronologisk ordning
  - Före 1901 – Ptolemeus
  - 1901–1985 – Tore
  - 1986–1992 – Tore, Bojan och Borghild
  - 1993–2000 – Tore och Torleif
  - Från 2001 – Tore och Tor
- Källor
  - Brylla, Eva (red.). Namnlängdsboken. Gjøvik: Norstedts ordbok, 2000 ISBN 917227204X
  - af Klintberg, Bengt. Namnen i almanackan. Gjøvik: Norstedts ordbok, 2001 ISBN 9172272929

### Finlandssvenska almanackan
- Nuvarande från 1950[1] – Viking
- I föregående revideringar[a][2]
  - 1929–1949 – Odert

## Händelser
- 202 f.Kr. – Slaget vid Zama (13 mil sydväst om Karthago) avslutar det andra puniska kriget och krossar till största delen Karthagos makt. Romerska och numidiska styrkor, under den romerske generalen Publius Cornelius Scipios och hans numidiske allierade Masinissas befäl, besegrar en styrka bestående av karthager och deras numidiska allierade, under Hannibals befäl, och tvingar Karthago att kapitulera. Hannibal förlorar 20 000 man i nederlaget, men lyckas undgå Masinissas förföljelse.
- 439 – Vandalernas kung Geiserik intar Karthago och gör staden till centrum för sitt rike.
- 1453 – Fransmännen erövrar Bordeaux efter cirka 300 års engelskt styre och markerar början på slutet av hundraårskriget.
- 1466 – Trettonåriga kriget avslutas i och med freden i Toruń som undertecknas denna dag.
- 1706 – I slaget vid Kalisz under stora nordiska kriget besegras svenskarna av en tiodubbel övermakt av sachsare, ryssar och polacker.
- 1778 – Riksdagen 1778–1779 inleds i Stockholm.
- 1793 – Svea Orden grundas i Stockholm.
- 1813 – Slaget vid Leipzig resulterar i en förlust av Napoleons största förluster.
- 1917 – Nils Edén efterträder Carl Swartz som Sveriges statsminister.[3]
- 1928 – Chinateatern i Stockholm invigs – då som biograf.
- 1932 – Prins Gustaf Adolf gifter sig med Sibylla av Sachsen-Coburg-Gotha.
- 1936 – Resetävlingen Jorden runt på 20 dagar avslutas efter 18 dagar, tre deltagare tävlade i snabbaste jorden runt-resa med kommersiella färdmedel, start 30 september.
- 1954 – Berget Cho Oyu bestigs första gången av en österrikisk expedition.
- 1979 – Den svenska Socialstyrelsen avskaffar homosexualitet som psykisk sjukdom.
- 1987 – Den Svarta måndagen då världens börser med Dow Jones Industrial Average i spetsen faller dramatiskt.
- 1991 – BingoLotto har premiär i TV4.

## Födda
- 1276 – Prins Hisaaki, shogun av Japan.
- 1433 – Marsilio Ficino, italiensk filosof, läkare och humanist.
- 1748 – Emanuel De Geer, svensk militär, kammarherre och riksråd samt kanslipresident 1786–1787.
- 1791 – Gaetano Errico, italiensk katolsk präst och ordensgrundare, helgon.
- 1828 – James F. Wilson, amerikansk republikansk politiker, senator (Iowa) 1883–1895.
- 1858 – George Albert Boulenger, brittisk zoolog.
- 1871 – Fred Green, amerikansk republikansk politiker, guvernör i Michigan 1927–1931.
- 1875 – Theodor Duesterberg, tysk politiker.
- 1882 – Umberto Boccioni, italiensk futurist, målare och skulptör.
- 1897 – Vlado Chernozemski, bulgarisk revolutionär, attentatsman.
- 1899 – Miguel Ángel Asturias, guatemalansk författare och diplomat, mottagare av Nobelpriset i litteratur 1967.
- 1901 – Brita Hertzberg, svensk operasångare och skådespelare.
- 1909 – Robert Beatty, kanadensisk skådespelare.
- 1910 – Subramanyan Chandrasekhar, tamilsk-amerikansk teoretisk astrofysiker, mottagare av Nobelpriset i fysik 1983.
- 1916
  - Karl-Birger Blomdahl, svensk tonsättare.
  - Jean Dausset, fransk immunolog, mottagare av Nobelpriset i fysiologi eller medicin 1980.
- 1919 – Georg Adelly, svensk musiker (basist), skådespelare och komiker.
- 1921 – Gunnar Nordahl, svensk fotbollsspelare, en del av trion Gre-No-Li. OS-guld 1948.
- 1925 – Bernard Hepton, brittisk skådespelare.
- 1927 – Pierre Alechinsky, belgisk målare.
- 1931 – John le Carré, brittisk författare.
- 1935 – Agne Simonsson, svensk fotbollsspelare. Vann VM-silver 1958. Mottagare av Svenska Dagbladets guldmedalj 1959.
- 1940 – Michael Gambon, brittisk skådespelare.
- 1944 – Peter Tosh, jamaicansk reggaesångare.
- 1945 – John Lithgow, amerikansk skådespelare.
- 1946 – Philip Pullman, brittisk författare.
- 1947 – Ildikó Bánsági, ungersk skådespelare.
- 1950 – Cecilia Hjalmarsson, svensk skådespelare.
- 1951 – Kurt Schrader, amerikansk demokratisk politiker, kongressledamot 2009–.
- 1952 – Wanja Lundby-Wedin, fackföreningsledare, LO:s ordförande 2000-2012
- 1953 – Robert Ekh, svensk pastor för Livets Ord.
- 1955 – Åsa Eek Engquist, svensk skådespelare.
- 1960 – Jennifer Holliday, amerikansk sångare.
- 1962 – Evander Holyfield, amerikansk boxare.
- 1963 – Laurent av Belgien, belgisk prins.
- 1966 – Jon Favreau, amerikansk skådespelare och regissör.
- 1969 – Trey Parker, amerikansk skådespelare, regissör och musiker.
- 1970 – Chris Kattan, amerikansk skådespelare.
- 1973 – Patrick Murphy, amerikansk demokratisk politiker.
- 1975 – Lars Winnerbäck, svensk musiker.
- 1980
  - Anna-Karin Kammerling, svensk simmare.
  - Hakim Transby, svensk radioprofil.
- 1990
  - Aleh Dubitski, vitrysk släggkastare.
  - Janet Leon, svensk sångare och dansare.
- 1991 – Adam Friberg, professionell Counter-Strike: Global Offensive-spelare.

## Avlidna
- 1072 – Egino, biskop i Lunds stift sedan 1066, kristnade bland annat Blekinge och deltog ivrigt i kristnandet av Västergötland och övriga Sverige.
- 1187 – Urban III, född Uberto Crivelli, påve sedan 1185.
- 1216 – Johan utan land, även känd som prins John, herre över Irland sedan 1177 och kung av England sedan 1199 (död denna eller föregående dag).
- 1416 – Peder Jensen Lodehat, dansk biskop och politiker.
- 1682 – Thomas Browne, engelsk författare.
- 1745 – Jonathan Swift, brittisk-irländsk kyrkoman, författare och satiriker.
- 1770 – Bernardo Vittone, italiensk arkitekt.
- 1813 – Józef Antoni Poniatowski, polsk general.
- 1851 – Marie Therese av Frankrike, fransk prinsessa.
- 1875 – Charles Wheatstone, brittisk vetenskapsman och uppfinnare.
- 1889 – Ludvig I av Portugal, kung av Portugal 1861–1889.
- 1909 – Cesare Lombroso, italiensk läkare som lade grunden för kriminologin.
- 1918 – Harold Lockwood, amerikansk stumfilmsskådespelare.
- 1920 – John Reed, amerikansk journalist.
- 1923 – Adolfo Apolloni, italiensk skulptör.
- 1926 – Ludvig Karsten, norsk målare.
- 1937 – Ernest Rutherford, nyzeeländsk-brittisk fysiker, mottagare av Nobelpriset i kemi 1908.
- 1943 – Camille Claudel, fransk konstnär (skulptör) och grafiker.
- 1952 – Adolf Laurin, svensk journalist.
- 1970 – Unica Zürn, tysk surrealistisk författare, poet och konstnär.
- 1978 – Gig Young, amerikansk skådespelare.
- 1983 – Erik Jansson, svensk ombudsman och socialdemokratisk politiker.
- 1984
  - Jerzy Popiełuszko, polsk romersk-katolsk präst, mördad.
  - Henri Michaux, belgisk författare och målare.
  - Josef Halfen, svensk regissör och skådespelare.
- 1995 – Don Cherry, amerikansk jazzmusiker.
- 2003 – Alija Izetbegović, bosnisk president.
- 2007 – Jan Wolkers, nederländsk författare och konstnär.
- 2008 – Doreen Wilber, amerikansk bågskytt och OS-guldmedaljör.
- 2009 – Joseph Wiseman, kanadensisk skådespelare, spelade den allra första Bond-skurken Doktor Julius No.
- 2011
  - Lars Sjösten, svensk jazzmusiker.
  - Alf Åberg, svensk författare och professor i historia.
- 2012 – Fiorenzo Magni, italiensk tävlingscyklist.
- 2014
  - Miloslava Rezková, tjeckisk (tjeckoslovakisk) friidrottare, OS-guldmedaljör i höjdhopp 1968.
  - John Holt, jamaicansk sångare och låtskrivare.
- 2015 – Ali Treiki, 76 eller 77, libysk politiker, diplomat och tidigare utrikesminister (1976–1982 och 1984–1986).
- 2016 – Gary Sprake, 71, brittisk (walesisk) fotbollsspelare.
- 2017 – Umberto Lenzi, 86, italiensk exploitationregissör och filmproducent.
- 2018 – Osamu Shimomura, japansk kemist, mottagare av Nobelpriset i kemi 2008.
- 2019 – Erhard Eppler, 92, tysk socialdemokratisk politiker.
- 2020 – Wojciech Pszoniak, 78, polsk skådespelare.
- 2021 – Lars Lamberg, 82, svensk lantbrukare och företagsledare.
- 2022 – Philip Waruinge, 77, kenyansk boxare och olympisk medaljör.
- 2023 – Lasse Berghagen, 78, svensk sångare och låtskrivare.
- 2024
  - Amun Abdullahi, 49, somalisk-svensk radiojournalist samt grundare av Knowledge House.
  - Hillevi Blylods, 92, svensk operasångare.

### Fotnoter
1. ↑  ”Universitetets namnsdagsalmanacka - Universitetets almanacksbyrå”. almanakka.helsinki.fi. Helsingfors universitet. https://almanakka.helsinki.fi/sv/kalender-2025/. Läst 22 februari 2025.
2. ↑  ”Namnsdagsrevideringar - Universitetets almanacksbyrå”. almanakka.helsinki.fi. Helsingfors universitet. https://almanakka.helsinki.fi/sv/namnsdagar/namnsdagsrevideringar.html. Läst 3 oktober 2020.
3. ↑  ”Sweden” (på engelska). World Statesmen. http://www.worldstatesmen.org/Sweden.html. Läst 7 november 2012.